# مؤسسه مفاهیم پیشرفته ناسا
مؤسسه مفاهیم پیشرفته ناسا (انگلیسی: NASA Institute for Advanced Concepts) یا (NIAC) یک برنامه ناسا برای توسعه مفاهیم پیشرفته دراز مدت با «ایجاد پیشرفت‌های میان‌بر راه‌گشا، و آوردن مفاهیم کاملاً بهتر یا به‌کلی جدید هوافضا» است. این برنامه از سال ۱۹۹۸ تا ۲۰۰۷ با نام مؤسسه مفاهیم پیشرفته ناسا؛ که توسط انجمن تحقیقات فضایی دانشگاه‌ها به نمایندگی از ناسا مدیریت می‌شود، عمل کرد و در سال ۲۰۱۱ با نام مفاهیم پیشرفته نوآورانه ناسا راه‌اندازی شد و تا کنون ادامه دارد. بودجهٔ برنامه NIAC بر روی مفاهیم انقلابی مکانیک پرواز و فضا کار می‌کند که می‌تواند به‌طور چشمگیری بر نحوه توسعه و اجرای ماموریت‌های ناسا تأثیر بگذارد.

## تاریخچه
مؤسسه مفاهیم پیشرفته ناسا (NIAC) برنامه‌ای با بودجه ناسا بود که انجمن تحقیقات فضایی دانشگاه‌ها (USRA) از سال ۱۹۹۸ تا زمان بسته شدن آن در ۳۱ اوت ۲۰۰۷ آ را برای ناسا اداره می‌کرد. NIAC قرار بود به عنوان "یک انجمن آزاد مستقل، یک نقطه ورود سطح بالا به ناسا برای جامعه خارجی از نوآوران، و یک قابلیت خارجی برای تجزیه و تحلیل و تعریف مفاهیم پیشرفته هوانوردی و فضایی برای تکمیل فعالیت‌های مفهومی پیشرفته انجام شده در ناسا." و مفاهیم فضایی که می‌تواند به‌طور چشمگیری بر نحوه توسعه و اجرای مأموریت‌های ناسا تأثیر بگذارد." این یک نقطه ورود بسیار قابل مشاهده، قابل تشخیص و سطح بالا برای متفکران و محققان خارجی فراهم کرد. NIAC پیشنهاد دهندگان را تشویق کرد تا دهه‌ها به آینده در تعقیب مفاهیمی که تکامل سیستم‌های هوافضای معاصر را «جهش می‌کنند» فکر کنند. در حالی که NIAC به دنبال طرح‌های مفهومی پیشرفته‌ای بود که تخیل را توسعه می‌داد، انتظار می‌رفت این مفاهیم مبتنی بر اصول علمی معتبر باشد و در یک بازه زمانی ۱۰ تا ۴۰ ساله قابل دستیابی باشد. از فوریهٔ ۱۹۹۸ تا ۲۰۰۷، NIAC در مجموع ۱۳۰۹ پیشنهاد دریافت کرد و ۱۲۶ کمک هزینه فاز اول و ۴۲ قرارداد فاز دوم را به ارزش کل ۲۷٫۳ میلیون دلار اعطا کرد.
ناسا در ۱ مارس ۲۰۱۱ اعلام کرد که مفهوم NIAC را با اهداف مشابهی در ناسا مجدداً تأسیس خواهد شد، مخفف NIAC را حفظ می‌کند. ولی سرنام «NIAC» را همچنان حفظ می‌کند.